# Héctor Leonardo Páez
Héctor Leonardo Páez León (* 10. Juli 1982 in Ciénaga) ist ein kolumbianischer Mountainbiker. Seine größten Erfolge erzielte er im Cross-Country Marathon.

## Sportlicher Werdegang
Seine internationale Karriere im Mountainbikesport begann Páez im Alter von 19 Jahren. Zunächst startete er parallel im Cross Country XCO und MTB-Marathon XCM. Im XCO war er vorrangig auf nationaler Ebene und auf dem amerikanischen Kontinent erfolgreich, weltweit erzielte er seine größten Erfolge im MTB-Marathon. Den ersten Höhepunkt seiner Karriere hatte er in der Saison 2006, als er zwei Rennen und die Disziplinen-Wertung des UCI-Mountainbike-Weltcups im Marathon und bei den UCI-Mountainbike-Marathon-Weltmeisterschaften die Silbermedaille gewann.
Im Jahr 2008 qualifizierte er sich für die Olympischen Sommerspiele, wo er den 26. Platz im Cross-Country belegte. Bei den Olympischen Sommerspielen 2012 wurde er 28. im Cross-Country.
Im Jahr 2011 startete Páez für eine Saison für das damalige Team Cafe de Colombia bei mehreren Straßenrennen, als bestes Ergebnis belegte er bei der Burgos-Rundfahrt den 15. Platz in der Gesamtwertung.
In den nachfolgenden Jahren konzentrierte er sich auf den MTB-Marathon und erzielte regelmäßig Siege und Podiumsplatzierungen in der UCI Marathon Serie und gewann Medaillen bei internationalen Meisterschaften. Nach bereits vier Medaillen bei den UCI-Mountainbike-Marathon-Weltmeisterschaften wurde Páez im Jahr 2019 erstmals Weltmeister. 2020 konnte er den Titel in Sakarya verteidigen. Nachdem 2023 wieder Marathon-Rennen in das Weltcup-Programm aufgenommen wurden, gewann er eines der vier Saisonrennen und beendete die Saison als Dritter der Gesamtwertung.

## Erfolge
| 2005 - Kolumbianischer Meister – XCO 2006 - Weltmeisterschaften – XCM - Südamerikaspiele – XCO - Kolumbianischer Meister – XCO - zwei Weltcup-Erfolge – XCM - Gesamtwertung UCI-MTB-Weltcup – XCM 2007 - Kolumbianischer Meister – XCO - ein Weltcup-Erfolg – XCM 2008 - ein Weltcup-Erfolg – XCM - Gesamtwertung UCI-MTB-Weltcup – XCM 2009 - Kolumbianischer Meister – XCO 2010 - Südamerikaspiele – XCO 2011 - Panamerikanische Spiele – XCO 2012 - Kolumbianischer Meister – XCO | 2013 - Weltmeisterschaften – XCM 2015 - Weltmeisterschaften – XCM - Panamerika-Meisterschaften – XCO 2016 - ein Erfolg UCI Marathon Series 2017 - ein Erfolg UCI Marathon Series 2018 - Weltmeisterschaften – XCM - drei Erfolge UCI Marathon Series 2019 - Weltmeister – XCM - ein Erfolg UCI Marathon Series 2020 - Weltmeister – XCM 2021 - Kolumbianischer Meister – XCM - Dolomiti Superbike (hors class) 2023 - Dolomiti Superbike (hors class) - ein Weltcup-Erfolg – MTB Marathon XCM |